# Пээтс, Леопольд Оскарович
Леопольд Оскарович Пээтс — советский хозяйственный и государственный деятель, лауреат Государственной премии СССР за выдающиеся достижения в труде.

## Биография
Родился в 1943 году в Челябинской области. Член КПСС.
В 1964—1991 — сборщик автобусных покрышек Волжского шинного завода имени 50-летия СССР Министерства нефтехимической и нефтеперерабатывающей промышленности СССР.
За совершенствование коллективных форм его организации, способствующих достижению высоких конечных результатов был в составе коллектива удостоен Государственной премии СССР за выдающиеся достижения в труде 1979 года.
Делегат XIX конференции КПСС.
Жил в Волжском.

## Награды
- Орден Трудовой Славы II степени
- Орден Трудовой Славы III степени